# 이활 (1899년)
이활(李活, 1899년 9월 8일 ~ 1982년 10월 6일)은 대한민국의 정치인이다. 제6대 국회의원을 지냈으며 고려중앙학원의 제1~4대 이사장을 지냈다.

## 주요 경력
- 과도정부 입법의회 입법의원
- 자유당 당무위원 겸 특임촉탁위원
- 한국무역협회 회장
- 고려대학교 재단 이사장
- IPU 대한민국 대표
- 인촌기념회 창립 발기인
- 제6대 국회의원(민주공화당, 경북 영천군)
- 민주공화당 당무위원 겸 지방자치행정위원
- 민주공화당 경상북도 제14지구당 위원장

## 학력
- 일본 와세다 대학교 경제학과 학사
- 영국 런던 대학교 대학원 경제학과 경제학 석사

## 역대 선거 결과
|  | 31.21% |

|  | 39.34% |